# Croacia central

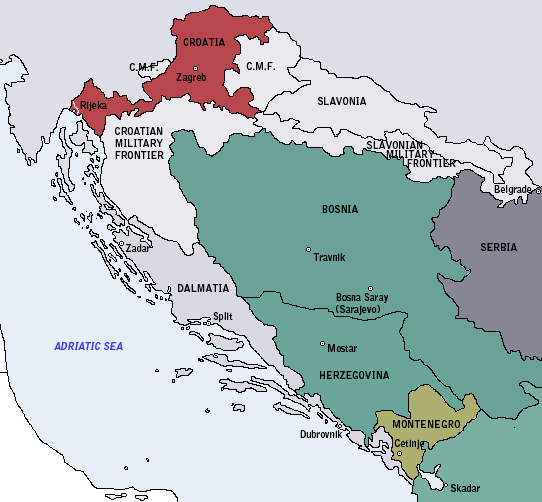
El Reino de Croacia (en rojo) junto al Imperio austriaco (en blanco) en 1868

En color rojo Croacia central, una de las regiones históricas de Croacia

Croacia Central (croata: Središnja Hrvatska ili Uža Hrvatska) o Croacia es un término que se refiere a las zonas de Croacia que forman parte de la Casa de Habsburgo, (Reino de Croacia) que incluyen los territorios de Alpes Dináricos (Kordun, Lika y Gorski kotar), Hrvatsko Zagorje y el condado de Međimurje y que excluye Istria, Eslavonia y Dalmacia.
Hoy en día el término se utiliza en geografía para referirse a la región de Croacia que se centra en Zagreb,
con Varaždin en el norte y Karlovac en el sur. Cubre alrededor de un tercio del territorio del país y cerca de la mitad de la población del país. 
En la actualidad está formado por los siguientes condados:
- Condado de Međimurje
- Condado de Varaždin
- Condado de Krapina-Zagorje
- Condado de Koprivnica-Križevci
- Condado de Bjelovar-Bilogora
- Condado de Zagreb y la ciudad de Zagreb
- Condado de Karlovac
- Condado de Sisak-Moslavina